# Anochetus incultus
Anochetus incultus är en myrart som beskrevs av Brown 1978. Anochetus incultus ingår i släktet Anochetus och familjen myror. Inga underarter finns listade i Catalogue of Life.